# Битва при Нехтансмере
Битва при Нехтансмере (англ. Battle of Nechtansmere) — битва между англами и пиктами. Произошла в Данничене, маленькой деревне, расположенной неподалёку от города Форфар в Ангусе, 20 мая 685 года. Результаты битвы во многом определили последующую историю Англии и Шотландии.
О битве мало достоверной информации, возможно из-за особенностей местности англы были окружены и уничтожены во время неожиданной атаки. Победа пиктов была абсолютной, король Нортумбрии Эгфрит и почти вся его армия погибли. Затем пикты освободили Каледонию от оставшихся англов, которые занимали эти земли около 30 лет.
Значение битвы чрезвычайно высоко по двум причинам:
- Победа пиктов нарушила баланс силы между германскими племенами, оккупировавшими Британию — теперь сила была не на стороне англов, а на стороне саксов, таким образом, предопределив последующие войны между Шотландией и Англией.
- Могущество англов в Британии было навсегда разрушено, приведя к их неспособности завоевать то, что сейчас является Шотландией. Если бы они смогли сделать это, то Шотландия могла бы никогда не существовать, и весь остров был бы в конечном итоге под контролем одного властителя — англов.

После битвы при Нехтансмере скотты и пикты воевали между собой, а также боролись с набегами викингов. В итоге это привело к объединению двух стран Дал Риады и королевства пиктов в одну — Альба. В течение двух столетий они присоединили также Стратклайд и вновь разбили англов, захватив Лотиан и основав государство Шотландия.